# ブリティッシュ・スティール
『ブリティッシュ・スティール』（British Steel）は、ジューダス・プリーストが1980年に発表したアルバム。スタジオ・アルバムとしては6作目。

## 解説
本作より元トラピーズのデイヴ・ホーランドが加入。デイヴは1980年代を通じてバンドに籍を置くこととなる。
レコーディングは、バークシャーのアスコットにあるリンゴ・スター所有のスタジオで行われた。かつてジョン・レノンが住んでいた場所でもあり、メンバーはジョンやリンゴが生活していた風景を見て感動したという。まだ十分な数の新曲ができていなかった時点でレコーディングが開始され、「ブレイキング・ザ・ロウ」「リヴィング・アフター・ミッドナイト」「ザ・レイジ」等はレコーディングが開始されてから作られた曲である。シンプルな構造の楽曲が多く、バラード・タイプの曲は収録されていない。
本作はセールス的に成功を収め、本国イギリスでは初のトップ10入りを果たして最高4位に達した。更に「リヴィング・アフター・ミッドナイト」（全英12位）、「ブレイキング・ザ・ロウ」（同12位）、「ユナイテッド」（同26位）というシングル・ヒットも生んだ。アメリカのBillboard 200でも初のトップ40入りを果たし（最高34位）、アメリカでの人気を確立することとなった。
イギリス盤とアメリカ盤では曲順が違い、コロムビア・レコードから発売されたUSオリジナル盤では「ブレイキング・ザ・ロウ」がA面の1曲目、「リヴィング・アフター・ミッドナイト」がB面1曲目となっていた。日本盤LPやCDもかつてはアメリカ盤に準じていたが、2001年のリマスター以降は、イギリス盤の曲順による9曲にボーナス・トラック2曲を追加したフォーマットで統一された。
「メタル・ゴッズ」は、人間が機械に支配されるという内容の歌詞だが、やがてバンド自体の愛称となった。この曲の録音では、楽器以外の音（アンプのコード、ビリヤードのキュー、食器）も使われている。
「ブレイキング・ザ・ロウ」は、テレビの音楽チャンネル「VH1」において「40 Greatest Metal Songs」の第40位、「Top 100 Hard Rock Songs」の第12位にランク・インしている。
2001年には、本作の制作秘話に関するメンバーや関係者の証言、ライヴ映像等を収録したDVD『ブリティッシュ・スティール』が発表された。

## 収録曲
全曲ともロブ・ハルフォード、K・K・ダウニング、グレン・ティプトンの共作。
1. ラピッド・ファイア - Rapid Fire - 4:07
2. メタル・ゴッズ - Metal Gods - 3:58
3. ブレイキング・ザ・ロウ - Breaking the Law - 2:34
4. グラインダー - Grinder - 3:58
5. ユナイテッド - United - 3:35
6. オールド・トゥ・ビー・ワイズ - You Don't Have to Be Old to Be Wise - 5:04
7. リヴィング・アフター・ミッドナイト - Living After Midnight - 3:31
8. ザ・レイジ - The Rage - 4:44
9. スティーラー - Steeler - 4:30
下記2曲は2001年リマスターCDのボーナス・トラック。
10. レッド、ホワイト・アンド・ブルー - Red, White & Blue - 3:42
11. グラインダー (ライヴ) - Grinder - 4:49

### USオリジナル盤
1. Breaking the Law - 2:34
2. Rapid Fire - 4:07
3. Metal Gods - 3:58
4. Grinder - 3:58
5. United - 3:35
6. Living After Midnight - 3:31
7. You Don't Have to Be Old to Be Wise - 5:04
8. The Rage - 4:44
9. Steeler - 4:30

## カヴァー
- 「ブレイキング・ザ・ロウ」は、ハンマーフォールがライヴで取り上げた。メンバー全員がパートを交替したスタイルにより演奏されており、全曲カヴァーのコンピレーション・アルバム『Masterpieces』（2008年）にも同様の形で収録された。また、ファイアーウインドのアルバム『Days of Defiance』（2010年）のヨーロッパ限定盤や日本盤にカヴァーが収録された。
- 「メタル・ゴッズ」は、プライマル・フィアのコンピレーション・アルバム『Metal Is Forever - The Very Best of Primal Fear』（2006年）のディスク2にカヴァーが収録された。
- 「リヴィング・アフター・ミッドナイト」は、ザ・ドナス『The Donnas Turn 21』（2001年）でカヴァーされた。

## 参加ミュージシャン
- ロブ・ハルフォード：ボーカル
- K・K・ダウニング：リードギター
- グレン・ティプトン：リードギター
- イアン・ヒル：ベース
- デイヴ・ホーランド：ドラムス